# میکایلا آلین-کوتولینسکی
میکایلا آلین-کوتولینسکی (انگلیسی: Mikaela Åhlin-Kottulinsky؛ زادهٔ ۱۳ نوامبر ۱۹۹۲) راننده خودروی مسابقه‌ای اهل سوئد است. او در حال حاضر در مسابقات قهرمانی اکستریم ای برای تیم روزبرگ اکس ریسینگ رانندگی کرد می کند.